# Simon Busuttil
Simon Busuttil (nacido el 20 de marzo de 1969) es el Secretario General del PPE (Partido Popular Europeo) en el Parlamento Europeo. Anteriormente, fue Líder de la Oposición y líder del Partido Nacionalista en Malta y un Miembro del Parlamento Europeo para Malta.

## Educación
Busuttil, que es de Lija, se graduó como doctor en derecho (Universidad de Malta, 1993), MA en Estudios Europeos (Universidad de Sussex, 1994) y magister juris en derecho internacional ( Universidad de Malta, 1995). Como estudiante, fue presidente de los Estudiantes Demócratas Cristianos de Malta, SDM (1989-1991), representante estudiantil en el Senado de la Universidad de Malta (1991-1992) y pasante Secretario Nacional del Nacional de Malta (1992).

## Carrera
La carrera de Busuttil está relacionada principalmente con los asuntos de la UE, así como con sus funciones parlamentarias en el Parlamento Europeo y en el Parlamento nacional de Malta. En 1999, Busuttil fue nombrado Director del Centro de Información Malta-UE (MIC) y dirigió la campaña de concienciación pública de Malta antes del referéndum de adhesión a la UE de 2003.
Al mismo tiempo, también fue miembro del Grupo de Negociación Central de Malta (que negoció la membresía de Malta en la UE) y del Comité Directivo y de Acción de Malta-UE (MEUSAC) en 1999.

### Miembro del Parlamento Europeo
En 2004, Busuttil fue elegido como MEP con el Partido Nacionalista en las elección para el Parlamento Europeo obteniendo el mayor número de votos de preferencia personal, 58.899 votos. Fue el primer eurodiputado maltés en dirigirse a la Unión Europea Parlamento el 21 de julio de 2004. Fue reelegido para el Parlamento Europeo en las 2009, nuevamente registrando el mayor recuento de votos de la historia, o 68,782 votos.
Como eurodiputado, fue miembro de la mesa del Partido Popular Europeo (PPE) y formó parte de varios comités, incluido el Comité de Control Presupuestario del Parlamento Europeo y su Comisión de Presupuestos. Pero su mayor contribución fue dentro del Comité de Libertades Civiles, Justicia y Asuntos de Interior, donde fue el Coordinador (Portavoz) de la Grupo PPE y cubrió temas que incluyen áreas sensibles de la política europea común de inmigración y asilo.

### Vicepresidente del Partido Nacionalista y diputado
En noviembre de 2012, fue elegido líder adjunto del Partido Nacionalista tras la dimisión de Tonio Borg. Fue elegido diputado en las elecciones generales de 2013.

### Líder del Partido Nacionalista y Líder de la Oposición
Inmediatamente después de las elecciones, el líder titular Lawrence Gonzi anunció que no buscaría la reelección para el papel de líder del Partido Nacionalista. Busuttil fue uno de los cuatro candidatos que se postularon para el liderazgo junto con Mario De Marco, Raymond Bugeja y Francis Zammit Dimech. El 4 de mayo de 2013, en la primera ronda de votaciones, Busuttil obtuvo el 50,3% de los votos mientras que Mario De Marco obtuvo el 38,5% y concedió la contienda, dejando a Busuttil de facto líder electo. Se realizó una nueva votación el 8 de mayo para que él recibiera oficialmente 2/3 de los votos, el umbral requerido por las reglas electorales. Simon Busuttil fue confirmado Líder al haber superado el 90% de los votos emitidos.
El mandato de Busuttil como líder del PN y de la Oposición se caracterizó por su elección de defender el estado de derecho y la lucha contra la corrupción en Malta. Encabezó la carga de la Oposición contra el Gobierno laborista encabezada por Joseph Muscat tras las revelaciones realizadas por Daphne Caruana Galizia y PanamaPapers en febrero y abril de 2016 respectivamente. En abril de 2017, publicó un informe filtrado que implicaba al Jefe de Gabinete en actividades de lavado de dinero relacionadas con el esquema del pasaporte dorado de Malta. Al mes siguiente, en mayo de 2017, Busuttil publicó otro informe filtrado y presentó pruebas de supuestas transferencias ilegales por valor de €650 000 euros pagados por Keith Schembri al ex director general de The Times of Malta, Adrian Hillman. Las revelaciones aumentaron la presión sobre el gobierno laborista y el primer ministro Joseph Muscat y finalmente llevaron a que se convocaran elecciones anticipadas el 1 de julio. Mayo de 2017. Como reacción, Busuttil dijo que la gente se enfrentaba a una dura elección entre los intereses de Joseph Muscat y los intereses de Malta y apeló a los votantes a 'Vota por Malta'. Afirmó que las elecciones fueron una cuestión de confianza, no solo propuestas. Afirmó que Muscat convocó elecciones anticipadas para evadir la justicia. Busuttil lideró la campaña de las Elecciones Generales basada en una plataforma de lucha contra la corrupción y la importancia del Estado de Derecho.
En esa elección, Busuttil disputó los distritos electorales 11 y 12 en las elecciones generales maltesas de 2017 como líder del Partido Nacionalista. Sin embargo, el 4 de junio de 2017, después de las elecciones del día anterior, estaba claro que el Partido Laborista de Malta había ganado por un margen del 55 %. La victoria fue histórica ya que el El Partido Laborista ganó las elecciones por un margen récord, y se consideró que el margen era incluso mayor que en las elecciones generales maltesas de 2013. Se atribuyeron muchas razones para el resultado, incluido el hecho de que la economía estaba experimentando un crecimiento récord bajo Joseph Muscat mientras que, al mismo tiempo, el PN dio pocas razones para ser elegido además de una promesa de buen gobierno, que incluso eso no fue considerados auténticos debido a los escándalos de corrupción que sacudieron al partido durante su tiempo en el gobierno. Busuttil admitió la derrota y al día siguiente anunció su dimisión como líder del Partido Nacionalista junto con el toda la administración del partido. Se reunió con activistas del partido el 6 de junio de 2017 y les explicó que aunque él se iría, el partido debería "nunca rendirse" en su lucha de principios por el estado de derecho. También anunció un procedimiento nuevo y más abierto para elegir al nuevo líder, en el que todos los miembros del partido podrán votar para elegir a su líder por primera vez.

### Banco trasero MP
El 17 de septiembre de 2017, Busuttil fue sucedido por Adrian Delia como líder del Partido Nacionalista y el 6 de octubre de 2017 como líder de la oposición. En febrero de 2018, Delia nombró a Busuttil Ministro en la sombra para la Buena Gobernanza y le pidió que continuara su lucha por el estado de derecho. Sin embargo, las relaciones entre ambos se agriaron cuando Delia pidió a Busuttil que renunciara al grupo parlamentario del PN a raíz de la noticia de la publicación de las conclusiones de la investigación magisterial 'Egrant' sobre la supuesta titularidad de uno del Compañía de Panamá por la esposa del Primer Ministro, que concluyó que no se encontraron pruebas de que Egrant perteneciera a la esposa del Primer Ministro, aunque la investigación no encontró detalles del propietario real. Delia aún no había recibido copia de la indagatoria cuando acusó a Busuttil. La acusación había sido hecha por primera vez por Daphne Caruana Galizia, y Simon Busutil la creyó hasta el punto de poner la acusación en el centro del escenario en la campaña electoral de 2017. Busuttil advirtió a Delia que no debería ponerse del lado de Muscat y se negó a suspenderse. El Consejo Administrativo del Partido Nacionalista se reunió posteriormente durante el 22 de junio de 2018 para discutir los hechos, y respaldó el pedido de Delia a Busuttil, pidiéndole a este último que dé paso para que el partido pueda avanzar en un asunto efectivo, ya que nadie puede ser considerado mayor que el partido. A pesar de esto, todavía fo y el apoyo de muchas personas destacadas en el grupo parlamentario del PN, entre ellos sus exdiputados Mario de Marco y Beppe Fenech Adami quienes lo apoyaron diciendo que el partido debe unirse para tener más fuerza. Otros diputados que prestaron su nombre a esta causa fueron Claudette Buttigieg, Therese Comodini Cachia, Marthese Portelli, Claudio Grech, Karol Aquilina, Karl Gouder y Jason Azzopardi, así como el eurodiputado David Casa. La eurodiputada Roberta Metsola solicitó que el asunto se ddiscutido dentro de los órganos del partido. El parlamentario Chris Said se ofreció a mediar en la situación. Delia finalmente cedería, lo que resultaría ser uno de los muchos incidentes relacionados con la política interna del partido.

### Secretario general del grupo PPE en el Parlamento Europeo
El 14 de enero de 2020, Simon Busuttil fue nombrado nuevo Secretario General del Grupo PPE en el Parlamento Europeo. Para asumir este cargo con sede en Bruselas, Busuttil anunció que renunciaría a su escaño parlamentario a fines de febrero de 2020. Asumió oficialmente su nueva responsabilidad del Secretario General del Grupo PPE el 1 de mayo de 2020.

## Controversias
Busuttil fue objeto de críticas por una serie de órdenes directas que recibió de gobiernos anteriores bajo la administración nacionalista. Las respuestas a una serie de preguntas parlamentarias revelaron que el Ministerio de Transportes e Infraestructuras y sus entidades concedieron un total de 49.015,56 euros a Europa Research and Consultancy Services Ltd, de la que el líder de la oposición, Simon Busuttil, fue el director fundador. Además, el Ministerio de Relaciones Exteriores también adjudicó contratos por valor de Lm82.144,13 entre 1999 y 2004. El Partido Nacionalista había dicho que estas órdenes directas estaban relacionadas con contratos que se le adjudicaron a su firma entre 1999 y 2004 relacionados con sus servicios prestados en el período previo al referéndum de la UE.
Además, Busuttil se benefició de más de 1.500.000 €, lo que también fue confirmado por el Tribunal de Justicia, perdiendo un caso por difamación contra Partit Laburista.

## Decoraciones
Nacional
- 2003:  Miembro de la Orden Nacional del Mérito de Malta[45]

Otros
- 2004: Ganador del Premio al Joven Sobresaliente de la Cámara Júnior (Malta)[46]